# 루비크 에르뇌
루비크 에르뇌(헝가리어: Rubik Ernő, [ˈrubik ˈɛrnøː], 1944년 7월 13일 ~ )는 헝가리의 발명가이다. 발명품으로는 루빅스 큐브, 루빅스 매직, 루빅스 스네이크, 루빅스 360 등이 있다.